# Eberhard von Sayn
Eberhard von Sayn, talvolta Eberhardus de Seyne o Everart de Saine (... – dopo il 1257), fu cavaliere teutonico, comandante e infine gran maresciallo dell'ordine religioso cavalleresco dal 1251 al 1254.

## Biografia
Eberhard von Sayn proveniva da una famiglia di conti la cui sede ancestrale era il castello di Sayn, nella Renania-Palatinato e a nord di Coblenza. Si suppone che Eberhard possa essere stato il nipote del conte Eberhard II von Sayn, capostipite del ramo cadetto della famiglia.
Non si sa quando Eberhard si unì all'ordine teutonico, comparendo nelle fonti per la prima volta solo nel 1249, quando era già gran comandante. In quel periodo si trovava in Terra santa, allo scopo di sostituire il Gran maestro Heinrich von Hohenlohe, che non era presente in Palestina. Nel 1251, assunse la carica di maestro operativo in Germania. Nell'autunno dello stesso anno, su istruzioni del nuovo Gran maestro Günther von Wüllersleben, partì alla volta della Prussia e in Livonia. Nonostante la missione fosse quella di supervisionare le province baltiche, si presume che Eberhard von Sayn abbia esercitato il potere effettivo durante il suo soggiorno in entrambe le province. In Prussia subentrò al posto del maestro locale assente Dietrich von Grüningen, mentre in Livonia sostituendo il maestro Andreas von Felben.
La prima provincia che visitò fu la Prussia, dove il 1º ottobre 1251 ordinò la riedificazione delle distrutte Toruń e Chełmno. Giungendo a conoscenza delle difficoltà di funzionamento dello Stato monastico in Prussia, Eberhard decise di non agire da solo, rivolgendosi invece in cerca di aiuto al Gran maestro che si trovava ad Acri. Un messaggero, nella persona di frate Ottone, tornò dalla Terra Santa con un insieme di statuti che regolavano il funzionamento della nuova provincia e le sue relazioni con le massime autorità religiose, che avevano sede a Venezia. Eberhard von Sayn promulgò questi statuti, molto probabilmente all'inizio del 1252. La tappa successiva della missione di Eberhard fu in Livonia, dove rimase dall'estate 1252 alla primavera 1254. Durante questo periodo, agendo in veste di Landmeister ad interim, riuscì a risolvere le relazioni tra l'ordine teutonico e i vescovi locali, nello specifico di Riga, Dorpat, Ösel e Curlandia. Contribuì anche alla costruzione del castello di Memel e guidò almeno una spedizione armata contro i samogiti.
Dopo il suo successo nel sistemare gli affari interni delle due province monastiche, Eberhard von Sayn, si dimise dalla carica di maestro nazionale della Germania e probabilmente tornò in Terra Santa. Si presume anche che al suo ritorno in Palestina abbia riassunto la posizione di gran komtur e l'abbia gestita almeno fino al settembre 1257. Von Sayn morì nel 1258.